# Antonio Garrido Correas
Antonio Garrido Correas (Peraleda de la Mata, España, 1964) es un escritor, poeta y traductor español en lengua extremeña.

## Biografía
Antonio Garrido hizo la traducción del libro El principito de Antoine de Saint-Exupéry al extremeño en 1999, bajo el título El Prencipinu. Fue coordinador de la traducción y edición de la misma obra en el valle de Jálama, U pequenu príncipi. Uno de sus poemas, Tengu un osinu de peluchi, figura en Iberia Polyglotta; de Hans-Ingo Radatz y Aina Torrent-Lenzen, como muestra textual del extremeño. Antonio ha participado en varios congresos haciendo sus ponencias siempre en extremeño.
En 2016 participó traduciendo en la Edición Políglota de Don Quijote de la Mancha llevada a cabo durante los actos conmemorativos del IV Centenario, y en 2017 de la versión en fala, una de las tres variedades lingüísticas de la región extremeña que se incluyen en El Quijote universal. Siglo XXI, un proyecto que reúne 150 traducciones de esta obra de Cervantes.
Debido a la poca actividad de la literatura en extremeño, con carencias en cuanto a autores y publicistas desde sus orígenes, a finales del siglo xix, esta variedad dialectal se ha considerado minoritaria, exceptuando a poetas de gran reconocimiento como José María Gabriel y Galán, del que muchos escritores le siguieron sus pasos imitando su terminología, materia y método y creándose de esta manera una serie de baremos particulares de los que Gabriel y Galán fue precursor. Tuvieron que pasar varias décadas hasta que escritores como Antonio Garrido enfocasen una nueva forma de escritura del extremeño en estilo y forma, considerándose uno de los pioneros de la prosa en extremeño.
Considerados expertos en la materia, Antonio Garrido, junto a Xosé Henrique Costas, en 2014 denunciaron las consecuencias de la desaparición de la fala, en el informe preliminar del Gobierno de España hacia el Comité de Expertos de la Unión Europea.
Está considerado defensor del castúo, con una propuesta consistente en utilizar los poderes del Estado, con la elaboración de estudios de los dialectos en los apartados de Filología Románica, con reconocimiento de la lingüística de los enclaves fronterizos con Portugal, clases y elaboración de libros en todos los dialectos regionales de Extremadura.